# Дубочка пећина
Дубочка пећина позната и као Велика  пећина у Дубоки, систем је подземних канала у кречњацима слива Понорске реке, у средњем делу Пека, код села Дубоке у источној Србији. Спада међу најдуже пећине у држави и према најновијим мерењима, укупна дужина њених канала износи 2.734 метара.
Назива се још и Велика пећина. Богата је главним и бочним каналима, изворима и понорима, језерцима, дворанама, украсима. 

## Галерија
- Табла код излетишта у близини Дубочке пећине.
- Крашки рељеф на улазу у Дубочку пећину.
- Табла на улазу у Дубочку пећину.
- Крашки рељеф на улазу у Дубочку пећину.
- Улаз у пећину.
- Унутрашњост пећине.
- Унутрашњост пећине.